# STS-51
STS−51 — 57-й політ багаторазового транспортного космічного корабля в рамках програми «Спейс Шаттл» і 17-й космічний політ шаттла «Діскавері», здійснений 12 вересня 1993 року. У програму польоту входило виведення на орбіту телекомунікаційного супутника ACTS і телескопа ORFEUS, а також наукові експерименти. Астронавти провели в космосі близько 10 днів і успішно приземлилися в КЦ Кеннеді 22 вересня 1993 року.

## Екіпаж

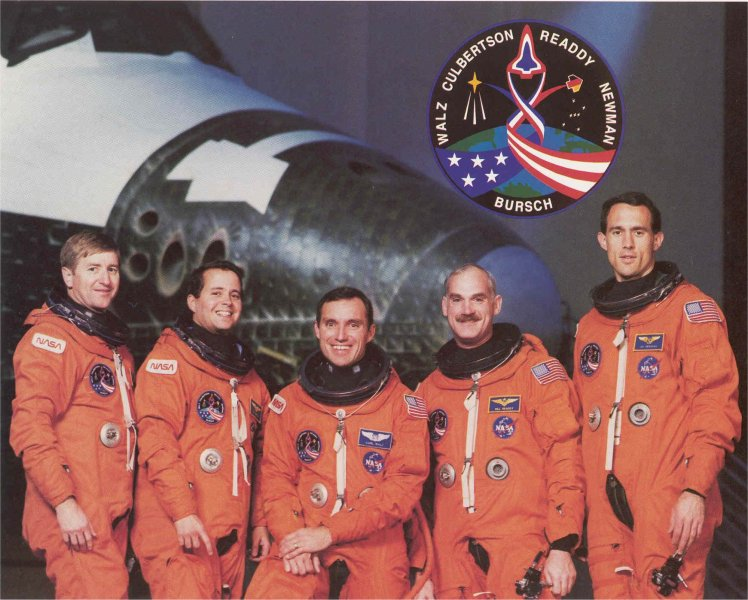
Екіпаж STS-51. Зліва направо: Калбертсон, Бурш, Вальц, Редді, Ньюман

- Френк Калбертсон
- Вільям Редді
- Джеймс Ньюман
- Деніел Бурш
- Карл Вальц

## Виходи у відкритий космос
- Ньюман і Вальц — EVA 1
- EVA 1 Початок: 16 вересня 1993 — 8:40 UTC
- EVA 1 Кінець: 16 вересня — 15:45 UTC
- «Тривалість»: 7 годин, 05 хвилин

## Підготовка

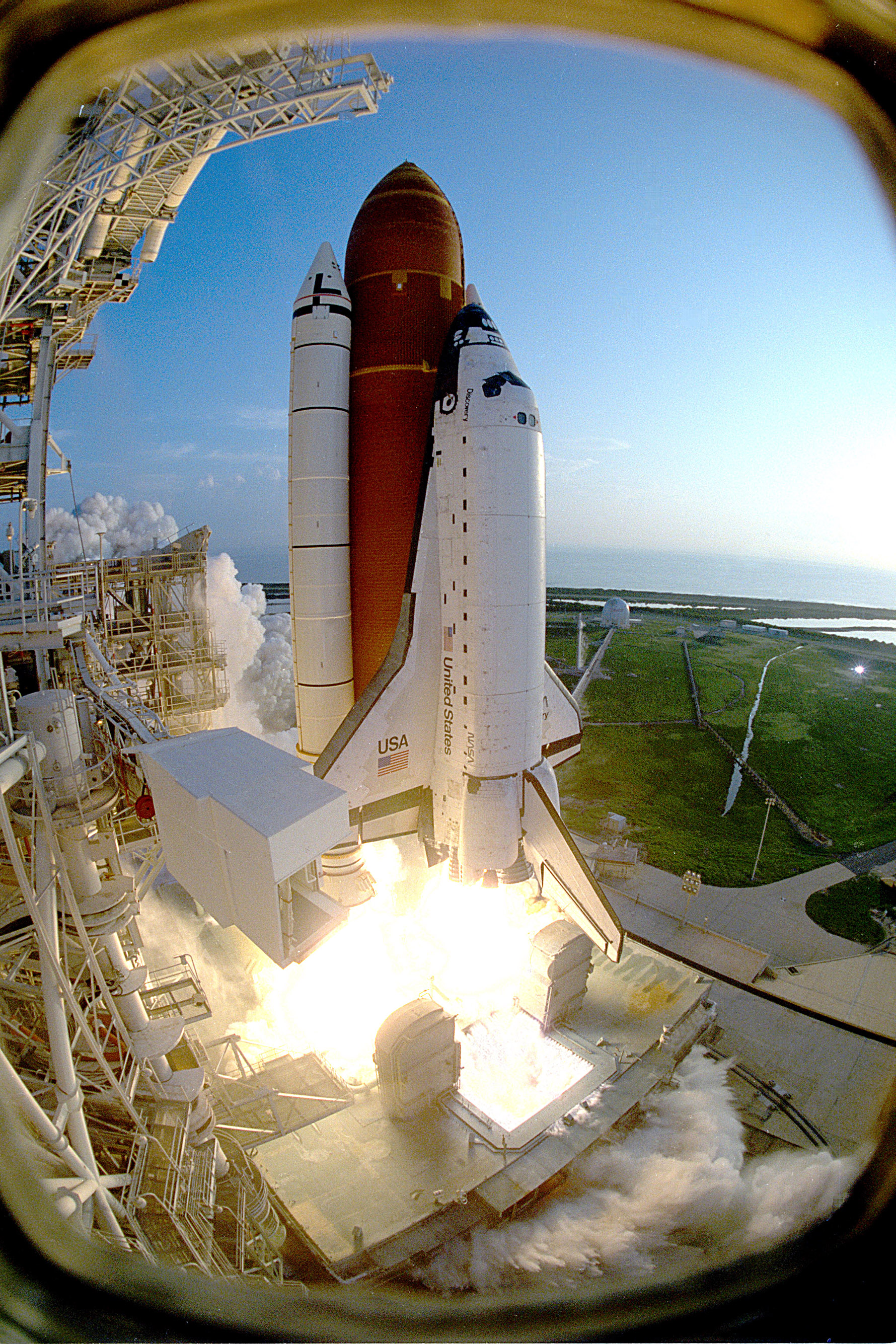
Запуск, вигляд з RSS

STS-51 відзначався тим, що його відкладали три рази:
- 17 липня 1993 року запуск було відкладено через помилку в контролері піротехнічного ініціатора, який викликає випуск твердопаливних ракетних прискорювачів від мобільної платформи пускової установки.

- 24 липня 1993 року — проблеми з гідравлічною станцією в одному з твердопаливних ракетних прискорювачів. Через метеорний потік Персеїди, наступне вікно запуску не відкривалося до другого тижня серпня.

- 12 серпня 1993 року відлік досяг Т-3, після чого головний двигун (Space Shuttle Main Engine) запустили. Вимикання, що сталися потім, було викликано несправними датчиками витрати палива в одному з SSME.

- STS-51 успішно запущений 12 вересня 1993 року.

## Супутник з удосконаленою технологією в галузі зв'язку (ACTS)

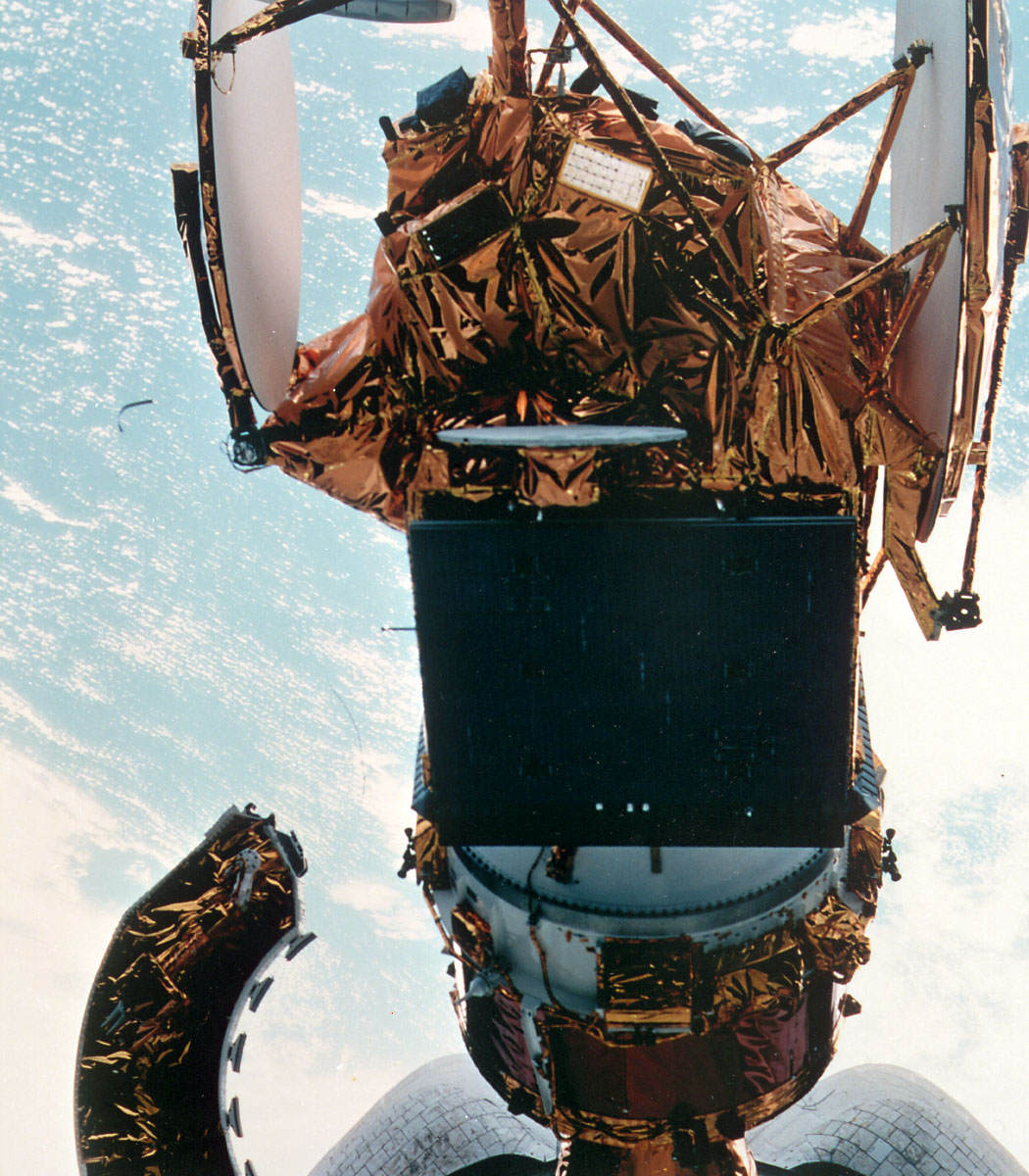
ACTS розгортання

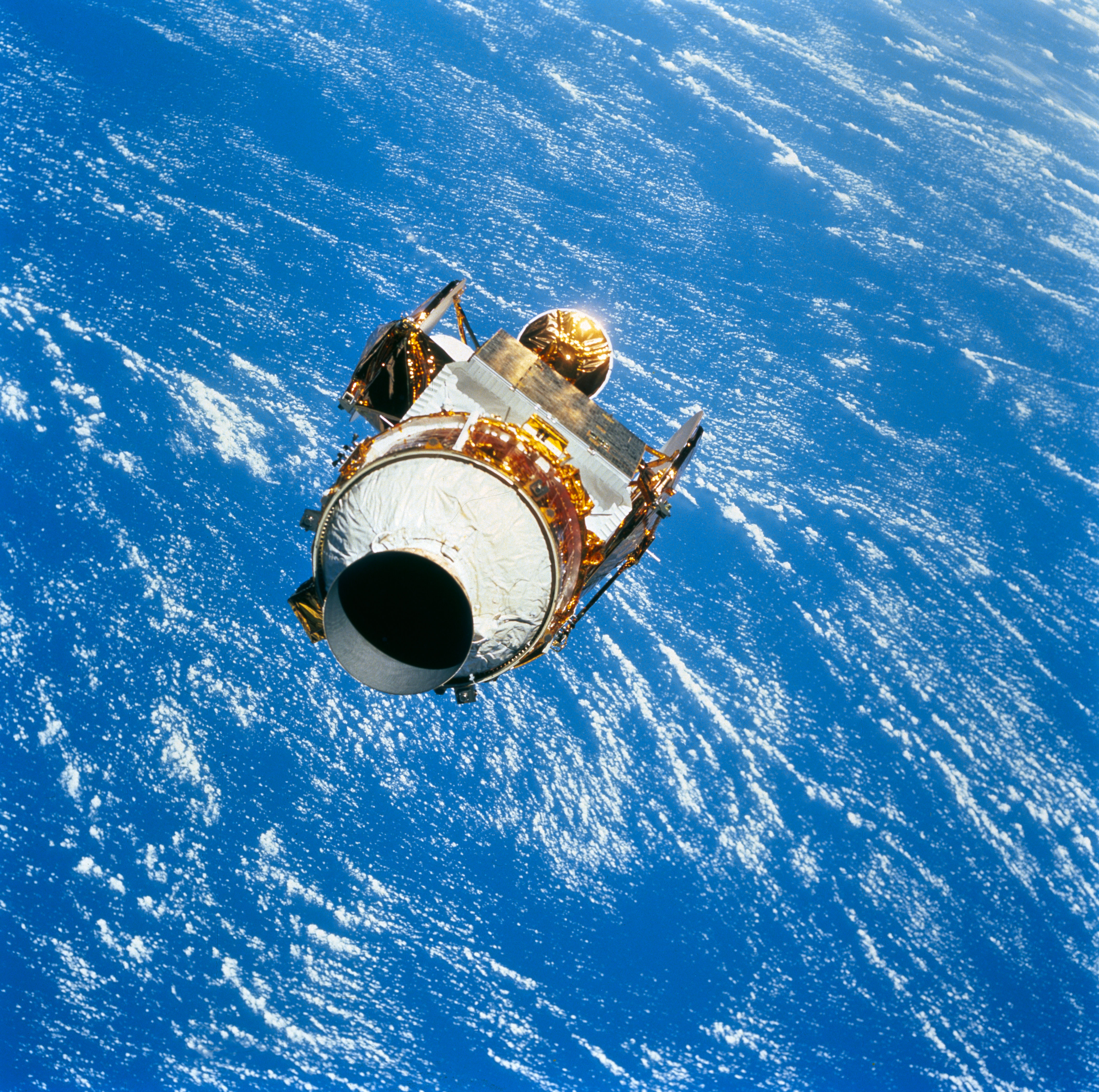
ACTS головки для геостаціонарної орбіти

Супутник ACTS був розгорнутий у перший день польоту. Цей супутник зв'язку служив як випробувальний стенд для відпрацювання і зіставлення ефективності різних способів комутації та обробки інформації на борту із застосуванням багатопроменевих антен зі швидкою комутацією променів.
Перша спроба розгорнути ACTS була зірвана, коли на 30 хвилин перервався двосторонній зв'язок із Центром керування польотами. Диспетчери не могли отримати телеметрію і голосові повідомлення Discovery, також команда не могла отримувати повідомлення від землі. Екіпаж відмовився від розгортання о 2:43, коли не отримали «GO» від управління польотами, як це передбачено в передпольотних планах.
Після цього екіпаж змінив систему зв'язку S-діапазону на більш низьку частоту і відновив двосторонній зв'язок із землею. Після консультацій з екіпажем диспетчери почали відразу ж планувати друге (в кінцевому підсумку успішне) розгортання.

## SPAS-ORFEUS

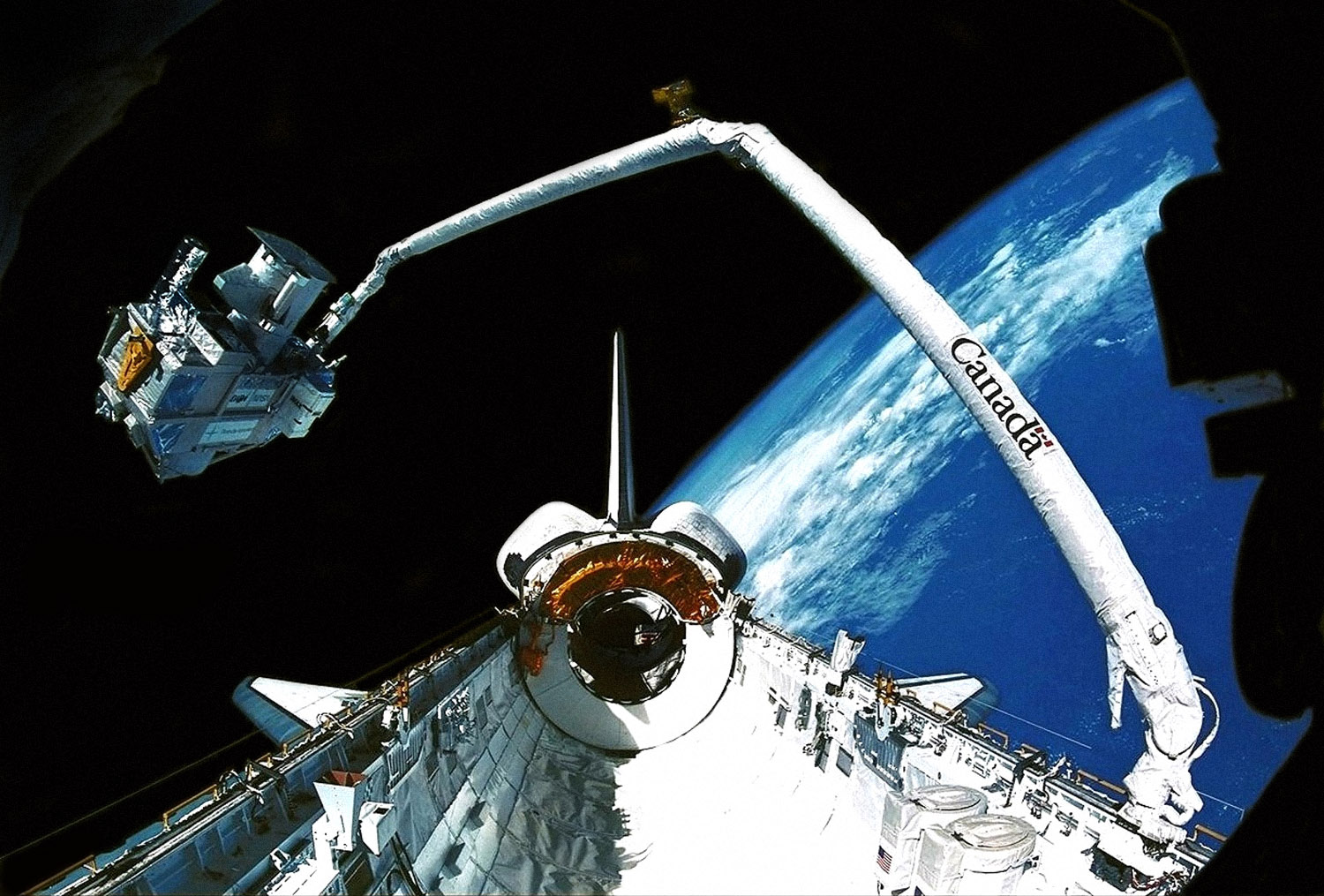
ORFEUS-SPAC платформа захоплюється RMS

Іншим вантажем на платформі SPAS (Shuttle Pallet Satellite) цієї місії був орбітальний спектрометр (діапазон 400—1280 Å) далекого і крайнього ультрафіолету ORFEUS (Orbiting Retrievable Far and Extreme Ultraviolet Spectrometer), що встановлювався на супутнику. ORFEUS був призначений для надання інформації про те, як зірки народжуються і як вони вмирають, а також для вивчення газоподібних міжзоряних хмар. Ще у вантажному відсіку були Матеріали для LDCE-експерименту.
MBB (англ. Messerschmitt - Bölkow - Blohm) почав переробку SPAS носія (раніше літав на STS-7, STS-41B і STS-39) в астрономічну платформу у 1986 році. Угода між Німецьким аерокосмічним центром (DARA) і NASA передбачала чотири спільних наукових місії, супутники для яких надавав DARA, НАСА забезпечувала запуск шаттла і розгортання /послуги пошуку, і обидві сторони обмінювались науковими інструментами.
Наукові внески зробили університети Тюбінгена, Гейдельберга, Університет Берклі і Принстонський університет (IMPAS). Телескоп ORFEUS було виготовлено фірмою Kayser-Threde GmbH в Німеччині; Французька REOSC виготовила дзеркало діаметром 1 м і фокусною відстанню 2.5 м. Була отримана цінна інформація по деталях структури хмар міжзоряного газу і по утворенню молекулярного водню в міжзоряному просторі — від навколосонячного до гало Чумацького шляху. Були отримані спектри різноманітних об'єктів, включаючи компактну взаємодіючу подвійну зірку з потужним магнітним полем, три гарячих білих карлика і активну галактику PKS 2155—304.
Інші корисні навантаження були Deutsches Zentrum für Luft — Und Raumfahrt За Ефективна поверхня зразка монітора і Канади IMAX Вантажний відсік камери, яка була використана для фільму Discovery на орбіті за фільм IMAX Дестині в космосі. Частина цього кадри були також включені в Космічна станція. Це був четвертий політ СПАС платформи, в цілому протягом семи програми космічних човників. Спас-ORFEUS reflown версія була у відрядженні STS-80 в 1996 році.

## Позакорабельна діяльність(EVA)

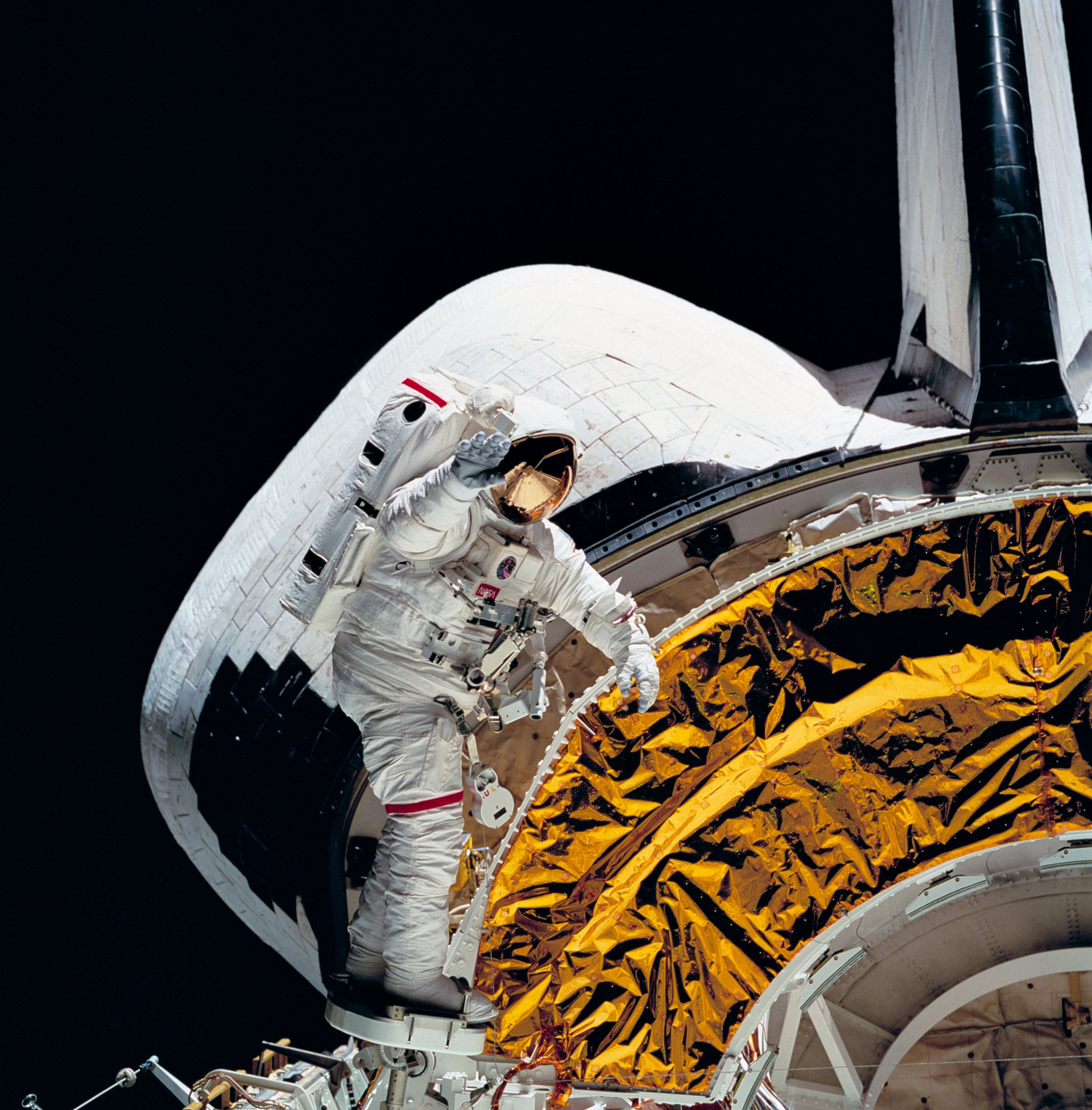
Вальц під час виходу у відкритий космос

У четвер, 16 вересня 1993 року, Spacewalkers Джим Ньюман і Карл Вальц виконали вихід у відкритий космос, призначений для оцінки інструментів, тросів і опорної платформи. Їх висновки запевнили дизайнерів і проектувальників, що їх підготовка була якісною. Це був третій і останній шаттла включити підготовчі EVA у відповідь на слабкі місця в підготовці EVA надаються STS-49 місії. Нове обладнання випробувані в ході обширних виходу у відкритий космос пізніше буде необхідно для в грудні 1993 року Космічний телескоп Хаббл місії з обслуговування телескопа і було тільки частиною з цілей виходу у відкритий космос, з Ньюман і Вальц виконання інших цілей, як пояснили в довжину управління польотом вони сприймали відмінності між роботою на орбіті і полігон. Два члени екіпажу були EVA достроково більшу частину дня, і завершив більше завдань, ніж спочатку планувалося. У двох астронавтів милися, впертий кришкою ящик для інструментів забарився їх, коли вони повинні були вирвати його вільним і закрити його для Discovery поїздка додому с. Кришка панелі інструментів розтягується у відкритий космос приблизно на 45 хвилин над тим, що було заплановано, з Ньюман і Вальц реєстрації загального семи годин, п'ять хвилин і 28 секунд часу зовні транспортного засобу. Це був 112-й EVA виконується в історії політ людини в космос.

## Вторинний
Експерименти у кабіні корисного навантаження включені ВВС Мауї Оптичний сайту (AMOS) авроральних Фото Експеримент -B (APE -B), Комерційний росту кристалів білка (CPCG), хромосомні та відділу Plant Cell в космосі (CHROMEX), високий дозвіл трансфер Glow — спектроскопії (котли -утилізатори -A), IMAX, Дослідження в полімерної мембрани Processing (IPMP) і радіаційного моніторингу обладнання — III (RME -III) експерименту . Розслідування полімерної мембрани процесор або IPMP, призначений для дослідження змішування різних системах розчинників в відсутність конвекції знайдених на Землі в надії управління пористість різних полімер мембран. RME заходи гамма- випромінювання, електронів, нейтронів і протонів рівня радіації в кабіні екіпажу протягом усього польоту.
На борту, фахівець польоту Джим Ньюман одягли спеціальний козирок, щоб виконати медичні перевірки зору експерименту в невагомості. У рамках розслідування як бачення компенсує відсутність внутрішнього вуха балансу в просторі. Ньюман також успішно випробували Система глобального позиціонування приймачем на борту літаючої Діскавері як оцінка використання такого обладнання на додаток до навігації шаттла. Крім того, в попередником космічної станції операцій, одна з Діскавері з паливний елемент був вимкнений і перезапущений.
У іншому медичному обстеженні, командир Франк Калбертсон і фахівець польоту Ден Берш їхав на велотренажері Діскавері з нижньої палуби як частина постійного вивчення використанням вправ, щоб протидіяти впливу невагомості на тілі. Екіпаж також включений експеримент, який дивиться на поліпшення мембранні фільтри в невагомості і перевірив на іншому експерименті, який працює вже добре вивчення ефектів мікрогравітації в клітинах рослин.
Астронавти Карл Вальц і Джим Ньюман працює експериментів, спрямованих на вивчення світіння, один спектрометр, який записує на плівку ефект у дрібних деталях, а інший, що записи досі впливає на фотографіях. Експерименти сподівалися надати інформацію про тільки, що види газів — на додаток до атомарного кисню — створює світіння. Інформація про види газів в крайніх шарах атмосфери може бути пов'язаний з експериментом матеріали експозиції у вантажному відсіку для надання допомоги в проектуванні і будівництві майбутніх космічних апаратів.

## Місія знаки
П'ять білих зірок і одна жовта зірка знаки символізують числове позначення польоту в місії послідовності космічну транспортну систему в . Емблема також зображує трикутної SPAS — ORFEUS праворуч.